# Acrocera arizonensis
Acrocera arizonensis är en tvåvingeart som beskrevs av Cole 1919. Acrocera arizonensis ingår i släktet Acrocera och familjen kulflugor. Inga underarter finns listade i Catalogue of Life.